# VDL Kusters

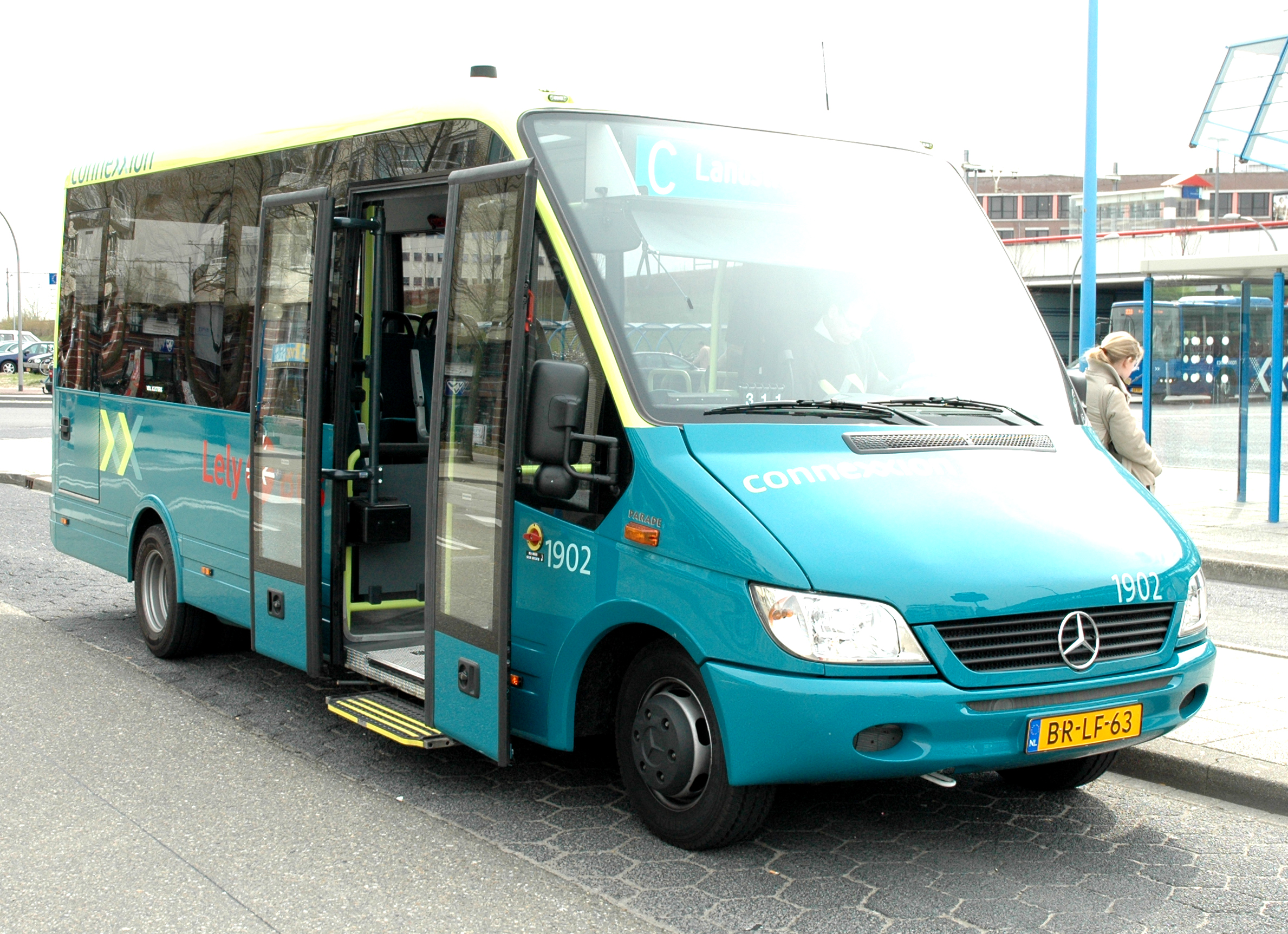
VDL Kusters Parade на шасси Mercedes.

VDL Kusters bv — нидерландский производитель автобусов, входящий в бельгийско-голландский концерн VDL. Kusters выпускает автобусы малого класса и микроавтобусы на шасси Iveco, Mercedes, Volkswagen.
Низкорамные маршрутные автобусы Mid-City II, Mid-City XL, Parade City базируются на шасси Mercedes-Vario, Mercedes-Sprinter или Volkswagen LT.
Mid Euro XL — туристический малый автобус на шасси Mercedes-Vario, Mercedes-Sprinter или
Iveco Daily, с 23 сиденьями.
Parade Club — малый автобус на шасси Mercedes-Vario или Mercedes-Sprinter с 28 сиденьями.
Кроме маршрутных автобусов Kusters выпускает разнообразные специальные автомобили, например, автобусы для летних полевых работ, для обслуживания инвалидов и т. д.